# Deshoras
Deshoras, es el octavo y último libro de cuentos del escritor argentino Julio Cortázar, publicado en 1982.

## Análisis de la obra
Varios son los temas que abordan los cuentos de Deshoras: el amor («Botella al mar», «Deshoras» y «Diario para un cuento»); las relaciones («Segundo viaje», «La escuela de noche» y «Pesadillas»); y el camino que el protagonista recorre con destino a la muerte («Segundo viaje», «Satarsa», «Pesadillas» y «Fin de etapa»).
A simple vista no parece existir una estructura que englobe a la totalidad de los cuentos. Sin embargo, el hilo conductor parece ser la relación del narrador con el personaje femenino de los cuentos.

## Cuentos
Deshoras, consta con 8 cuentos:

### Botella al mar
Carta dirigida a la actriz Glenda Jackson en la que Cortázar le habla a la misma sobre su cuento Queremos tanto a Glenda, del libro homónimo publicado en 1980. También discute su sorpresa al enterarse de que la próxima película de la actriz llevará el nombre de «Hopscotch» (Rayuela, en español).

### Fin de etapa
Diana se detiene en un pueblo durante un viaje lejos de una relación fallida. Visita un pequeño museo donde ve pinturas de una mesa iluminada. Antes de ver la última pintura debe marcharse. Posteriormente visita una casa en que encuentra la misma mesa que en los cuadros, con una habitación final en que se sienta y fuma un cigarrillo. Diana abandona el pueblo, pero finalmente regresa y ve el último cuadro, que muestra a una mujer muerta en una silla. Luego regresa a la casa y vuelve a sentarse en la silla, en igual postura que la pintura.

### Segundo viaje
Ciclón Molina es un boxeador poco conocido con un fuerte resentimiento contra el campeón mundial Tonny Giardello, nacido luego de que éste vence a un compatriota suyo, Mario Pradás, quien finalmente muere. Ciclón comienza a ganar peleas a un ritmo jamás visto en su carrera e incluso se muestra extrañado y asustado ante el hecho. Cuando compite en la final contra Giardello pierde igual que Mario, terminando en un hospital en el que horas después muere.

### Satarsa
Lozano y Laura escaparon junto a su pequeña hija a un pueblo llamado Calagasta, donde se dedican a cazar y vender ratas gigantes. Un grupo de ratas ataca a la niña, por lo que la pequeña pierde la mano. Lozano se obsesiona con las ratas y con frases palíndromas de las que pronto obtiene el nombre de Satarsa, con el que bautiza al rey de las ratas. Junto con un par de cazadores van a la guarida de las ratas y les disparan, luego las meten en jaulas. De regreso a su hogar son emboscados bajo fuego de metralla, que Lozano asegura es dirigido por Satarsa.

### Deshoras
Este cuento nos narra la historia de dos amigos de la infancia y la hermana de uno de ellos, Aníbal aparece como el narrador de la historia junto con otro narrador en tercera persona que, junto a Doro y Sara hermana de este completan los personajes principales del relato. A través de los recuerdos del personaje Aníbal asistimos del paso de la niñez a la adolescencia de Doro y Aníbal quienes comparten vivencias en la ciudad de Banfield y vemos como el paso del tiempo va cambiando las cosas y se va alterando por algunos sucesos que desembocan muchos años después en la ciudad de Buenos Aires cuando Aníbal ya casado y con familia rememora su enamoramiento hacia Sara la hermana de Doro a la que nunca pudo confesarle su amor. Parece resaltar que muchas veces lo pasado puede tener un halo de grandeza en comparación con la cotidianidad del presente. 

### Pesadillas
Mecha es una adolescente que cae en coma durante la Dictadura Militar Argentina. Pronto comienza a padecer extraños temblores que convencen a su familia de que sufre de pesadillas. Una mañana descubren que el hermano de Mecha ha desaparecido y no logran dar con él. En la noche Mecha despierta, al mismo tiempo que su casa es violentamente allanada por militares.